# بمباردیه گلوبال اکسپرس
بمباردیه گلوبال اکسپرس یک هواپیمای جت فوق العاده دوربرد شرکتی و شخصی با سرعت بسیار بالا ساخته شده به دست شرکت هوافضای بمباردیه است. بمباردیه گلوبال ۵۰۰۰ نسخه اندکی کوتاه‌تر این گونه هواپیماست. هواپیمای گلوبال اکسپرس مانند نسخه ریتیون سنتینل برای انجام مأموریت‌های نظامی نیز بهبود یافته‌است.

## طراحی و توسعه
شرکت هوافضای بمباردیه مطالعات خود برای ساخت این هواپیما را در سال ۱۹۹۱ آغاز نمود و هواپیما در سال ۱۹۹۳ به‌طور رسمی معرفی شد. نخستین پرواز آن در تاریخ ۱۳ اکتبر ۱۹۹۶ انجام شد. هواپیمای گلوبال اکسپرس از سطح مقطع بدنه هواپیماهای جت منطقه‌ای کانادایر/بمباردیه بهره می برد و در درازا با آن‌ها یکی است، اما با وجود شباهت در درازا با توجه به ماهیت نقششان خیلی متفاوتند.ویژگی‌های گلوبال اکسپرس بال‌های پیشرفته فوق بحرانی با قابلیت بالا و پایین رفتن ۳۵ درجه‌ای و بالچه‌هایی بالابرگشته در نوک به همراه دم تی شکل آن است. نیروی رانش هواپیما به دست دو موتور توربوفن گونه بی آر-۷۱۰ ساخت شرکت‌های بی ام دبلیو و رولز-رویس دارای دستگاه کنترل موتور الکتریکی تام الاختیار است. کابین پرواز پیشرفته آن از یک مجموعه از مدل شش نمایشگری پرایموس ۲۰۰۰ اکس پی ای اف آی اس (به انگلیسی: Honeywell Primus 2000 XP EFIS) ساخت شرکت هانیول برخوردار است و نیز با نمایشگرهای اختیاری در بالای سر نیز عرضه می‌شود.

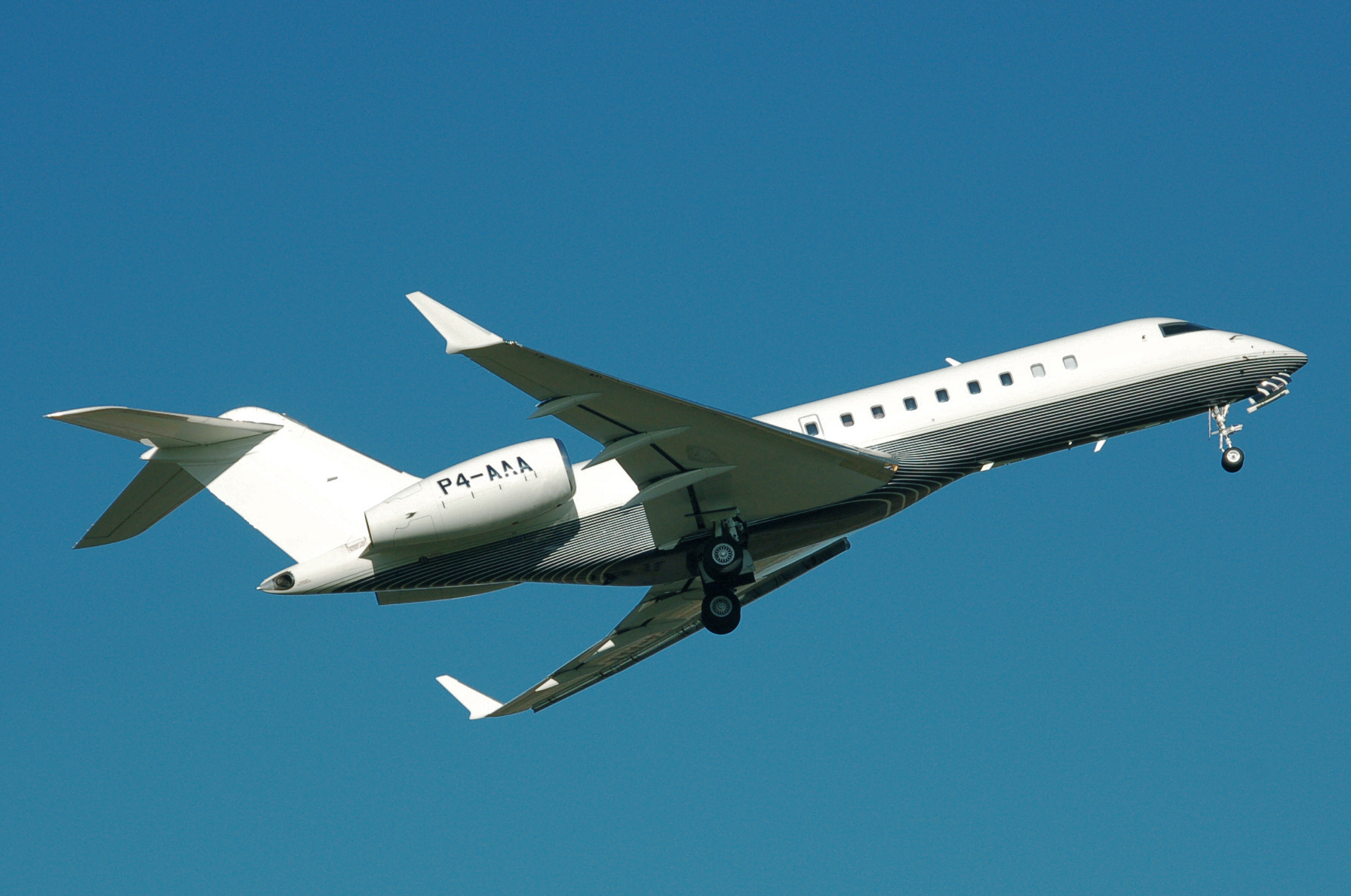
یک گلوبال اکسپرس در حال برخاستن

پروژه گلوبال اکسپرس در تاریخ ۲۸ اکتبر ۱۹۹۱ و در همایش انجمن ملی کسب و کار حمل و نقل هوایی امریکا معرفی شد. در همایش بعدی این انجمن در سپتامبر ۱۹۹۲، کابین ساخته شده آن در اندازه واقعی به نمایش گذاشته شد. طراحی مفهومی آن در اوایل سال ۱۹۹۳ آغاز شد و برنامه ساخت به‌طور رسمی در ۲۰ دسامبر ۱۹۹۳ به اجرا گذاشته شد. پیکربندی گونه سرعت بالای هواپیما در سال ۱۹۹۴ متوقف شد و پیکربندی گونه سرعت پایین هواپیما در اوت ۱۹۹۴ تأسیس شد.
گلوبال اکسپرس می‌تواند در مسافت‌های بین قاره‌ای (مانند پرواز مستقیم توکیو-نیویورک) بدون سوخت‌گیری دوباره پرواز کند یا بین بیشتر نقاط جهان تنها با یک توقف پرواز کند. در این کلاس، گلوبال اکسپرس با هواپیماهای خانواده ایرباس آ-۳۲۰، جت‌های بازرگانی بوئینگ، داسولت فالکون ۷ایکس و گلف استریم جی۵۵۰ مقایسه می‌شود.
شرکت‌های تابعه بمباردیه سه نقش ویژه در این پروژه داشته اند: کانادایر سرپرست طراحی و ساخت دماغه آن بوده‌است، شورت برادرز در بلفست مسئولیت طراحی و ساخت قاب و بدنه موتورهای هواپیما، تثبیت‌کننده‌های افقی و بدنه جلویی هواپیما را برعهده داشته‌است، هاویلند کانادا، ساخت بدنه عقب، دم عمودی و انجام مونتاژ نهایی را انجام داده است. کارپرداز اصلی خارجی هواپیما، شرکت صنایع سنگین میتسوبیشی ژاپن بوده‌است که بال‌ها و بخش‌های مرکزی بدنه را ساخته است.

## گلوبال اکسپرس ایکس آر اس
گلوبال اکسپرس ایکس آر اس (گلوبال اکسپرس ۶۰۰۰) گونه پیشرفت یافته هواپیمای اصلی است (در تاریخ ۶ اکتبر ۲۰۰۳ و در جریان گردهمایی انجمن ملی کسب و کار حمل و نقل هوایی امریکا در اورلندو فلوریدا معرفی شد)، که سرعت بالاتری را ارائه می‌دهد، برد پرواز آن افزایش یافته و آرایش و نورپردازی کابین آن بهبود یافته‌است. گفته شده که حروف اهمیت چندانی ندارند، اما از سوی گروهای تمرکز (تحقیقات کیفی است که در آن یک گروه از مردم در مورد برداشت خود ، عقاید، باورها، و نگرش نسبت به یک محصول نظرخواهی می‌شود) برای بهبود تصویر نام تجاری انتخاب شده‌است. برد پرواز بیشتر آن با افزودن یک تانک سوخت ۶۷۴ کیلوگرمی (۱٬۴۷۶ پوند) در سرشاخه بال‌ها به دست آمده‌است. گلوبال اکسپرس ایکس آر اس در اوایل سال ۲۰۰۶ به خدمت گرفته شد. هزینه ساخت هر یک از آن ۴۵ میلیون دلار آمریکا برآورد شده‌است. بمباردیه مدعی شده‌است که به لطف بهبود سیستم‌های کامپیوتری و اصلاحات مکانیکی، سوخت‌گیری گونه ایکس آر اس ۱۵ دقیقه کمتر از گونه اصلی طول می کشد.

## گلوبال ۵۰۰۰

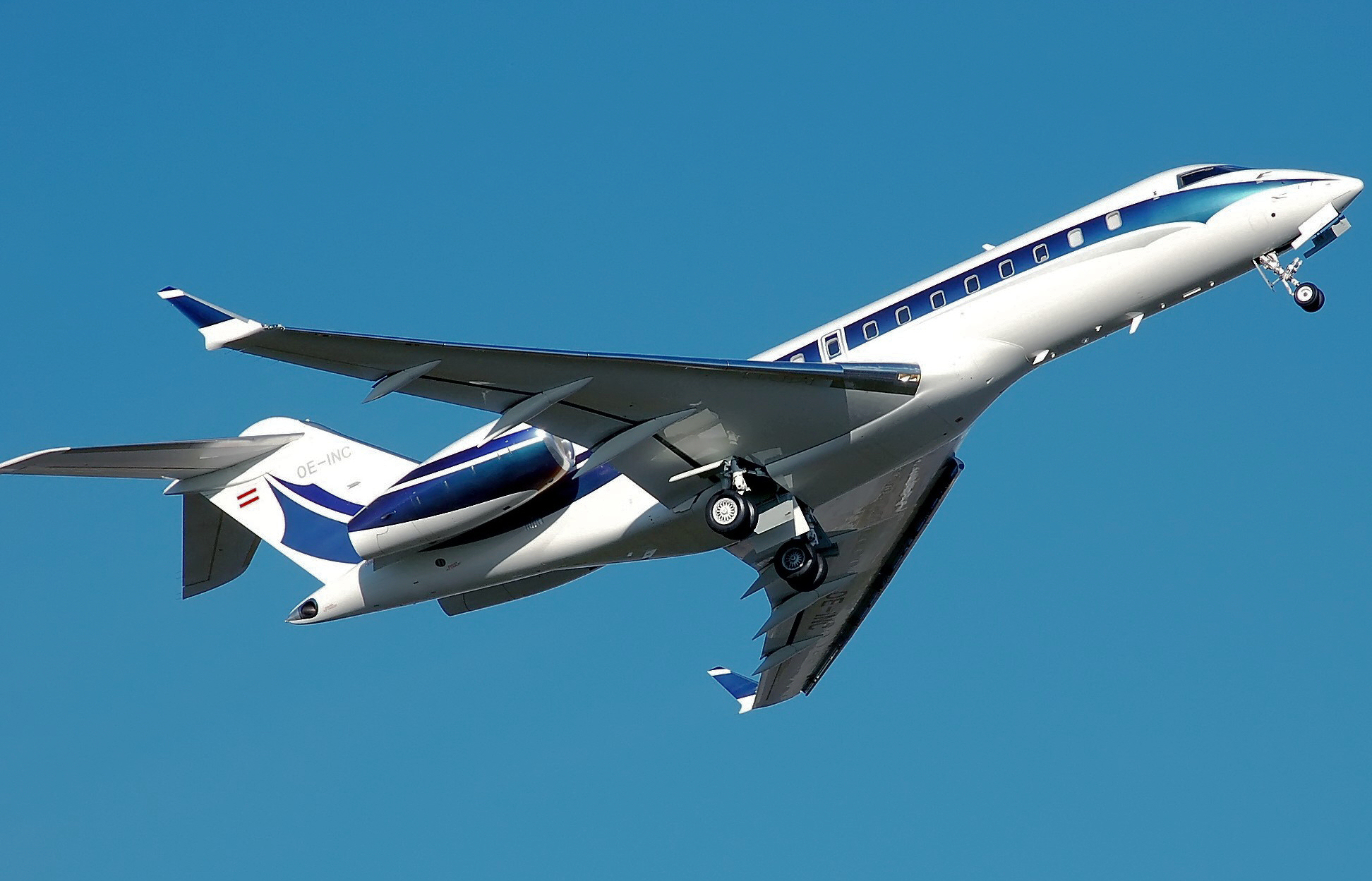
یک گلوبال ۵۰۰۰ در حال برخاستن

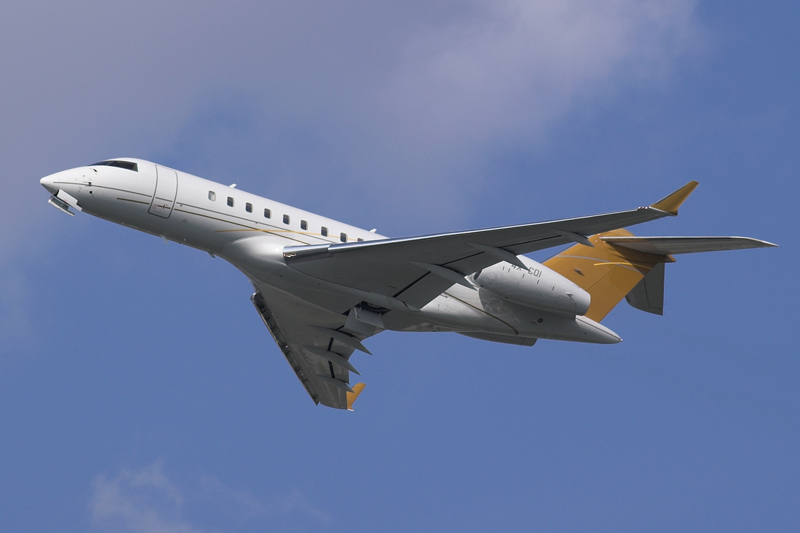
گلوبال ۵۰۰۰

گلوبال اکسپرس (با شناسه بی دی-۷۰۰-۱اِی۱۱) گونه‌ای برگرفته از هواپیمای گلوبال اکسپرس است، که ۰٬۸۱۳ متر (۳۲ اینچ) از درازای بدنه جلویی آن و ۱٬۲۰۰ مایل دریایی از بیشینه برد پرواز آن کاهش یافته‌است. گنجایش صندلی‌های آن تا ۱۹ مسافر است. هواپیما در ۲۵ اکتبر ۲۰۰۱ شناسانده شد و پس از یک ارزیابی مثبت از بازار با نامه‌هایی به منظور فروش ۱۵ فروند از آن در تاریخ ۵ فوریه ۲۰۰۲ یک پرواز ویژه داشت.
این هواپیما در شرکت هوافضای بمباردیه واقع در تورنتو، اونتاریو ساخته شده و برای پایان کار به شهر مونترآل در ایالت کبک کانادا پرواز "سبز" انجام داد. گلوبال ۵۰۰۰ در همان خط تولید گلوبال اکسپرس ایکس آر اس ساخته شد و شماره سریال هر دو گونه با هم آمیخته شد.
نخستین هواپیمای گلوبال ۵۰۰۰ (به شماره سریال ۹۱۲۷) در ۷ مارس ۲۰۰۳ پرواز کرد، این پرواز به آزمایش عملکرد سیستم و ارزیابی کیفیت برخاستن و فرود آمدن هواپیما اختصاص داده شده بود. این هواپیما آزمایش‌های مقدماتی خود را در ساختمان داونسویو بمباردیه به پایان رسانید، پیش از آن که برای برنامه آزمایش پرواز به ساختمان ویچیتا بمباردیه فرستاده شود. هواپیمای گلوبال ۵۰۰۰ برای نخستین بار در ماه جون ۲۰۰۳ در نمایشگاه هوایی پاریس دیده شد.
گلوبال ۵۰۰۰ می‌تواند مسافت ۹٬۳۰۰ کیلومتر (۵٬۰۰۰ مایل دریایی) را بدون توقف و با سرعت ۰٬۸۰ ماخ پرواز کند. درازای سفر برای بیشتر کاربران آن ۲٬۵ ساعت است که در آن هواپیما بین ۰٬۸۵ تا ۰٬۸۹ ماخ سرعت دارد و این آن را به یکی از سریعترین جت‌های دوربرد امروزی تبدیل کرده‌است. پیکربندی اصلی این هواپیما دارای ۱۸ صندلی مسافر شامل صندلی‌های با قابلیت جاخوابی کامل و یک استراحتگاه/خوابگاه در قسمت انتهایی هواپیما است. این هواپیما آشپزخانه کامل و دو دستشویی دارد. مکان استراحت خدمه در آن برداشته شده‌است اما در مدل‌های جدید تر این مکان در نظر گرفته شده‌است.
در اصل، در این هواپیما بیشینه وزن برای پرواز ۴۰٬۷۰۰ کیلوگرم (۸۹٬۷۰۰ پوند) است. همراه با تجهیزات معمولی و تجهیزات مسافران، وزن خالی آن ۲۲٬۶۰۰-۲۵٬۰۰۰ کیلوگرم است. در آوریل سال ۲۰۰۸، شرکت بمباردیه اعلام کرد که وزن ناخالص گواهی شده برای این هواپیما به ۴۱٬۹۵۴ کیلوگرم (۹۲٬۵۰۰ پوند) افزایش یافته‌است که با یک افزایش سوخت‌گیری مجاز، بیشینه برد پرواز آن به ۹٬۶۳۷ کیلومتر (۵٬۲۰۰ مایل دریایی) افزایش یافت.
بیشترین ارتفاع پرواز گواهی شده برای آن ۵۱٬۰۰۰ پا (۱۶٬۰۰۰ مایل) است، سرعت روش معمولی آن برای فرود ۲۰۰ کیلومتر در ساعت (۱۰۸ گره) است که نیازمند نزدیک به ۷۹۰ متر (۲٬۶۰۰ پا) از سطح باند برای فرود هواپیما است.
تغییرات گلوبال ۵۰۰۰ در مقایسه با گلوبال اکسپرس این گونه است:
- بدنه به اندازه ۰٬۸۱۳ متر (۳۲ اینچ) کوتاه‌تر شده‌است.
- حذف مخزن سوخت در دم و نگهداری سوخت تنها در بال ها.
- کاهش بیشینه وزن برخاست به اندازه ۲٬۵۰۰ کیلوگرم (۵٬۵۰۰ پوند).
- کاهش بیشینه برد پرواز به اندازه ۱٬۲۰۰ مایل دریایی.
- بازآرایی در برخی دستگاه‌های الکترونیک هوایی برای بهره‌گیری از درازای قابل استفاده در کابین.
- تخفیف در تکاملات داخلی (۳٬۲۰۰ کیلوگرم).

## گونه‌ها
- گلوبال اکسپرس - (گونه‌ای با شناسه بی دی-۷۰۰-۱اِی ۱۰) که گونه پایه این هواپیما است.
- گلوبال اکسپرس ایکس آر اس - (که در ماه مه سال ۲۰۰۶ نام تجاری آن به گلوبال ۶۰۰۰ دگرگون شد).
- گلوبال اکسپرس ۵۰۰۰ -
- ریتیون سنتینل آر۱ - (هواپیمای پایش زمینی که از اسکلت هواپیمای بمباردیه بهره برده و با نام ریتیون شناخته می‌شود).
- نورتراپ گرومن ای-۱۱اِی - (نیروی هوایی ایالات متحده امریکا از پلتفرم گلوبال اکسپرس برای ۴ فروند هواپیما به عنوان هواپیمای گره ارتباطات هوابرد میدان نبرد استفاده کرده‌است)

## کاربران

### کاربران نظامی
بوتسوانا
- نیروی هوایی بوتسوانا - یک فروند بی دی-۷۰۰-۱اِی۱۰ را برای ترابری ویژه استفاده می‌کند.

 آلمان
- لوفتوافه - ۴ فروند برای ترابری ویژه در شاخه مأموریت ویژه هوایی MoD در فرودگاه کلن بون

 مالزی
- نیروی هوایی سطنتی مالزی - قست یکم، اسکادران دوم، یک فروند برای ترابری ویژه

 بریتانیا
- نیروی هوایی سلطنتی بریتانیا
  - اسکادران پنجم نیروی هوایی سلطنتی، ۵ فروند بمباردیه ریتیون سنتینل آر۱

 اسواتینی
- ارتش سوازیلند

 ایالات متحده آمریکا
- نیروی هوایی ایالت متحده امریکا
  - نورتراپ گرومن ای-۱۱اِی

 مکزیک
- نیروی هوایی مکزیک - یک فروند سفارش داده شده.

 هند
- نیروی هوایی هند - یک فروند تحویل داده شده.

### کاربران غیرنظامی
این هواپیما در کاربری غیرنظامی توسط بخش خصوصی اداره می‌شود مانند مارک شاتل ورث، آنیل آمبانی، شرکت‌های ام ان جی جت آئرواسپیس، و کاربرهای چارتر مانند هواپیمایی تی دبلیو سی و سازمان‌های دولتی از جمله اداره هواپیمایی فدرال.

## ویژگی‌ها

### گلوبال اکسپرس ایکس آر اس
ویژگی‌های کلی
- خدمه: ۲ نفر (کمینه)، ۴ نفر (معمول)
- گنجایش: ۸-۱۹ مسافر
- درازا: ۳۰٬۳ متر (۹۹ فوت و ۵ اینچ)
- درازای بال: ۲۸٬۶۵ متر (۹۴ فوت و ۰ اینچ)
- بلندی: ۷٬۵۷ متر (۲۴ فوت و ۱۰ اینچ)
- مساحت بال: ۹۴٬۹ مترمربع (۱٬۰۲۲ فوت مربع)
- وزن خالی: ۲۲٬۶۰۰ کیلوگرم (۴۹٬۷۵۰ پوند)
- بیشینه وزن برخاست: ۴۴٬۵۰۰ کیلوگرم (۹۹٬۵۰۰ پوند)
- نیروی رانشی: ۲ موتور توربوفن بی آر۷۱۰اِی۲-۲۰ ساخت شرکت رولز رویس آلمان با نیروی ۱۴٬۷۵۰ پوند برای هرکدام
- درازای کابین: ۱۴٬۷۳ متر
- بیشترین پهنای کابین (خط مرکزی): ۲٬۴۹ متر
- بیشترین پهنای کابین (خط کف): ۲٬۱۱ متر
- بلندی کابین: ۱٬۹۱ متر
- مساحت کف کابین: ۳۱٬۱ مترمربع

کارایی
- بیشترین سرعت: ۹۵۰ کیلومتر در ساعت (۵۹۰ مایل در ساعت)
- سرعت (هوانوردی): ۹۰۷ کیلومتر در ساعت (۵۶۴ مایل در ساعت)
- برد پرواز: ۱۱٬۳۹۰ کیلومتر (۶٬۳۲۵ مایل دریایی)
- سقف پرواز: ۱۵٬۵۰۰ متر (۵۱٬۰۰۰ فوت)
- بارگیری بال: ۴۶۸ کیلوگرم بر مترمربع (۹۵٬۹ پوند بر فوت مربع)
- نسبت نیرو به وزن: ۰٬۳۰۱
- درازای باند متعادل(برای برخاستن): ۱٬۸۷۰ متر (۶٬۱۲۰ پا)
- مسافت فرود: ۸۱۴ متر (۲٬۶۷۰ پا)

### گلوبال ۵۰۰۰
ویژگی‌های کلی
- خدمه: ۲-۳
- گنجایش: ۸ نفر در پیکربندی معمولی، تا ۱۹ نفر در چیدمان تراکم بالا
- درازا: ۲۹٬۵ متر (۹۶٬۷ پا)
- درازای بال: ۲۸٬۶۵ متر (۹۴ فوت و ۰ اینچ)
- بلندی: ۷٬۷ متر (۲۵٬۵ پا)
- مساحت بال: ۵۳٬۲۹ مترمربع (۱٬۸۸۲ فوت مربع)
- بیشینه وزن برخاست: ۴۲٬۰۷۱ کیلوگرم (۹۲٬۷۵۰ پوند)
- نیروی رانشی: ۲ موتور توربوفن بی آر۷۱۰اِی۲-۲۰ ساخت شرکت رولز رویس آلمان با نیروی ۱۴٬۷۵۰ پوند برای هرکدام
- درازای کابین: ۱۲٬۹۴ متر
- بیشترین پهنای کابین (خط مرکزی): ۲٬۴۹ متر
- بیشترین پهنای کابین (خط کف): ۲٬۱۱ متر
- بلندی کابین: ۱٬۹۱ متر
- مساحت کف کابین: ۲۹٬۴ مترمربع

کارایی
- بیشترین سرعت: ۹۵۰ کیلومتر در ساعت (۵۹۰ مایل در ساعت)
- سرعت (هوانوردی): ۹۰۴ کیلومتر در ساعت (۵۶۲ مایل در ساعت)
- برد پرواز: ۹٬۳۶۰ کیلومتر ( ۵٬۲۰۰مایل دریایی)
- سقف پرواز: ۱۵٬۰۰۰ متر (۵۱٬۰۰۰ فوت)
- درازای باند متعادل(برای برخاستن): ۱٬۶۸۹ متر (۵٬۵۴۰ پا)
- مسافت فرود: ۸۱۴ متر (۲٬۶۷۰ پا)